# (56000) Mesopotamia
(56000) Mesopotamia est un astéroïde de la ceinture principale.

## Description
(56000) Mesopotamia est un astéroïde de la ceinture principale. Il fut découvert le 20 septembre 1998 à La Silla par Eric Walter Elst. Il présente une orbite caractérisée par un demi-grand axe de 2,37 UA, une excentricité de 0,17 et une inclinaison de 8,4° par rapport à l'écliptique.

## Compléments